# Římskokatolická farnost Litultovice
Římskokatolická farnost Litultovice je územní společenství římských katolíků s farním kostelem svatého Bartoloměje v Litultovicích.

## Kostely a kaple na území farnosti
- Kostel svatého Bartoloměje v Litultovicích